# Микоян, Степан Анастасович
Степа́н Анаста́сович Микоя́н (арм. Ստեփան Միկոյան; 12 июля 1922, Тифлис, ГрССР, ЗСФСР — 24 марта 2017, Москва, Россия) — советский лётчик-испытатель. Герой Советского Союза (1975). Генерал-лейтенант авиации (7.05.1980). Заслуженный лётчик-испытатель СССР (10.12.1963). Кандидат технических наук (1978). Старший сын партийного и государственного деятеля Анастаса Ивановича Микояна.

## Биография
Родился в Тифлисе (ныне Тбилиси, Грузия). Армянин. В школьные годы серьёзно занимался конным спортом и автоделом. Окончил 10 классов школы в 1940 году.
С августа 1940 года — в Красной Армии, вместе со своим другом Тимуром Фрунзе поступил в Качинскую военную авиационную школу пилотов имени А. Ф. Мясникова в Крыму в августе 1940 года. Окончил её 3 сентября 1941 года в городе Красный Кут Саратовской области, куда эвакуировали училище после начала Великой Отечественной войны. В том же году в 8-м запасном авиационном полку он переучился на истребитель Як-1 (полк дислоцировался на аэродроме Багай-Барановка.
В декабре 1941 года зачислен в 11-й истребительный авиаполк, оборонявший Москву (6-й истребительный авиационный корпус ПВО, Московский корпусной район ПВО).
16 января 1942 года при совершении своего 11-го боевого вылета Микоян был сбит по ошибке советским лётчиком М. А. Родионовым. Ему удалось посадить горящую машину, после этого он попал в медсанбат с ожогом 3-й степени рук, лица, левой ноги и коленного сустава правой ноги. Лечился в госпитале в Москве.
В августе 1942 года получил назначение в 434-й истребительный авиационный полк, с которым в сентябре прибыл на Сталинградский фронт. Там воевал до начала октября 1942 года, когда полк ввиду тяжелых потерь вывели в тыл на переформирование. В ноябре 1942 года капитан Микоян награждён орденом Красного Знамени за 14 боевых вылетов в декабре 1941 года — январе и в сентябре 1942 года, 3 воздушных боя и 6 сбитых самолётов противника в группе., а затем на Северо-Западный фронт.
Член ВКП(б) с 1943 года.
После гибели брата Владимира Степана Микояна перевели из фронтовой авиации в войска ПВО, с 1943 года он служил в 12-м гвардейском истребительном авиационном полку ПВО. В августе 1944 года командир звена гвардии капитан Степан Микоян награждён орденом Красной Звезды за выполнение 7 вылетов на сопровождение особо важных вылетов и литерных поездов Новикова, Жукова, Воронова, Мерецкова, Попова.
В июне 1945 года женился на Элеоноре Лозовской, дочери лётчика-испытателя Петра Ивановича Лозовского, погибшего в 1932 году.
С 1945 по 1951 годы — слушатель инженерного факультета Военно-воздушной инженерной академии имени профессора Н. Е. Жуковского. После окончания работал в Научно-испытательном институте ВВС: лётчик-испытатель, ведущий инженер, с 1957 года — заместитель начальника 1-го отдела по лётной части, с 1958 года – помощник начальника института по комплексам перехвата, с 1959 года – начальник 1-го управления, с декабря 1964 года – заместитель начальника ГНИКИ ВВС.
В течение 23 лет испытывал боевые самолёты истребительных ОКБ Микояна, Сухого и Яковлева. За годы испытательной работы участвовал в испытаниях самолётов: Ла-15, МиГ-15, УТИ МиГ-15, МиГ-17, МиГ-19П, МиГ-21, МиГ-23, МиГ-25, МиГ-27, Су-15, Су-24, Як-27Р. Освоил 102 типа летательных аппаратов, имел налёт около 3500 часов. Ему было присвоено звание «Заслуженный лётчик-испытатель СССР».
3 апреля 1975 года за проведение государственных испытаний МиГ-25 удостоен звания Героя Советского Союза.
Когда по состоянию здоровья его отстранили от полётов на реактивных самолётах, перешёл на работу в оборонную промышленность. С апреля 1978 года — заместитель главного конструктора московского НПО «Молния» по лётным испытаниям. В космическом полёте «Бурана» отвечал за управление кораблём на участке снижения и посадки.
С 1992 года в отставке.
17 декабря 2012 года распоряжением Правительства Российской Федерации № 2406-р была присуждена премия за значительный вклад в развитие Военно-воздушных сил в области испытания и исследования вооружения, военной и специальной техники Военно-воздушных сил, способствовавшие прогрессу отечественной авиации и средств противовоздушной обороны.
В двух фильмах «Битва за Москву» и «Сталинград» сыграл своего отца, Анастаса Ивановича Микояна.
Урна с прахом захоронена на Новодевичьем кладбище в семейном захоронении.

## Семья
|      |      |      |      |        |        |        |        |        |        |        |        |                                         |                                         |                                         |                                         | Ованес Микоян                           | Ованес Микоян                           | Ованес Микоян                    | Ованес Микоян                    | Ованес Микоян                               | Ованес Микоян                               |                                             |                                             | Астхик Туманян                              | Астхик Туманян                              | Астхик Туманян                      | Астхик Туманян                      | Астхик Туманян                         | Астхик Туманян                         |                                        |                                        |                                        |                                        |                   |                   |                            |                            |                            |                            |                            |                            |                  |                  |                  |                  |  |  |  |  |  |  |  |  |  |  |  |  |  |  |  |  |  |  |  |  |  |  |  |  |  |  |  |  |  |  |
|      |      |      |      |        |        |        |        |        |        |        |        |                                         |                                         |                                         |                                         | Ованес Микоян                           | Ованес Микоян                           | Ованес Микоян                    | Ованес Микоян                    | Ованес Микоян                               | Ованес Микоян                               |                                             |                                             | Астхик Туманян                              | Астхик Туманян                              | Астхик Туманян                      | Астхик Туманян                      | Астхик Туманян                         | Астхик Туманян                         |                                        |                                        |                                        |                                        |                   |                   |                            |                            |                            |                            |                            |                            |                  |                  |                  |                  |  |  |  |  |  |  |  |  |  |  |  |  |  |  |  |  |  |  |  |  |  |  |  |  |  |  |  |  |  |  |
|      |      |      |      |        |        |        |        |        |        |        |        |                                         |                                         |                                         |                                         |                                         |                                         |                                  |                                  |                                             |                                             |                                             |                                             |                                             |                                             |                                     |                                     |                                        |                                        |                                        |                                        |                                        |                                        |                   |                   |                            |                            |                            |                            |                            |                            |                  |                  |                  |                  |  |  |  |  |  |  |  |  |  |  |  |  |  |  |  |  |  |  |  |  |  |  |  |  |  |  |  |  |  |  |
|      |      |      |      |        |        |        |        |        |        |        |        |                                         |                                         |                                         |                                         |                                         |                                         |                                  |                                  |                                             |                                             |                                             |                                             |                                             |                                             |                                     |                                     |                                        |                                        |                                        |                                        |                                        |                                        |                   |                   |                            |                            |                            |                            |                            |                            |                  |                  |                  |                  |  |  |  |  |  |  |  |  |  |  |  |  |  |  |  |  |  |  |  |  |  |  |  |  |  |  |  |  |  |  |
|      |      |      |      | Ерванд | Ерванд | Ерванд | Ерванд | Ерванд | Ерванд |        |        |                                         |                                         |                                         |                                         | Анастас Иванович (1895—1978)            | Анастас Иванович (1895—1978)            | Анастас Иванович (1895—1978)     | Анастас Иванович (1895—1978)     | Анастас Иванович (1895—1978)                | Анастас Иванович (1895—1978)                |                                             |                                             | Ашхен Лазаревна Туманян (1896—1962)         | Ашхен Лазаревна Туманян (1896—1962)         | Ашхен Лазаревна Туманян (1896—1962) | Ашхен Лазаревна Туманян (1896—1962) | Ашхен Лазаревна Туманян (1896—1962)    | Ашхен Лазаревна Туманян (1896—1962)    |                                        |                                        |                                        |                                        |                   |                   | Артём Иванович (1905—1970) | Артём Иванович (1905—1970) | Артём Иванович (1905—1970) | Артём Иванович (1905—1970) | Артём Иванович (1905—1970) | Артём Иванович (1905—1970) |                  |                  |                  |                  |  |  |  |  |  |  |  |  |  |  |  |  |  |  |  |  |  |  |  |  |  |  |  |  |  |  |  |  |  |  |
|      |      |      |      | Ерванд | Ерванд | Ерванд | Ерванд | Ерванд | Ерванд |        |        |                                         |                                         |                                         |                                         | Анастас Иванович (1895—1978)            | Анастас Иванович (1895—1978)            | Анастас Иванович (1895—1978)     | Анастас Иванович (1895—1978)     | Анастас Иванович (1895—1978)                | Анастас Иванович (1895—1978)                |                                             |                                             | Ашхен Лазаревна Туманян (1896—1962)         | Ашхен Лазаревна Туманян (1896—1962)         | Ашхен Лазаревна Туманян (1896—1962) | Ашхен Лазаревна Туманян (1896—1962) | Ашхен Лазаревна Туманян (1896—1962)    | Ашхен Лазаревна Туманян (1896—1962)    |                                        |                                        |                                        |                                        |                   |                   | Артём Иванович (1905—1970) | Артём Иванович (1905—1970) | Артём Иванович (1905—1970) | Артём Иванович (1905—1970) | Артём Иванович (1905—1970) | Артём Иванович (1905—1970) |                  |                  |                  |                  |  |  |  |  |  |  |  |  |  |  |  |  |  |  |  |  |  |  |  |  |  |  |  |  |  |  |  |  |  |  |
|      |      |      |      |        |        |        |        |        |        |        |        |                                         |                                         |                                         |                                         |                                         |                                         |                                  |                                  |                                             |                                             |                                             |                                             |                                             |                                             |                                     |                                     |                                        |                                        |                                        |                                        |                                        |                                        |                   |                   |                            |                            |                            |                            |                            |                            |                  |                  |                  |                  |  |  |  |  |  |  |  |  |  |  |  |  |  |  |  |  |  |  |  |  |  |  |  |  |  |  |  |  |  |  |
|      |      |      |      |        |        |        |        |        |        |        |        |                                         |                                         |                                         |                                         |                                         |                                         |                                  |                                  |                                             |                                             |                                             |                                             |                                             |                                             |                                     |                                     |                                        |                                        |                                        |                                        |                                        |                                        |                   |                   |                            |                            |                            |                            |                            |                            |                  |                  |                  |                  |  |  |  |  |  |  |  |  |  |  |  |  |  |  |  |  |  |  |  |  |  |  |  |  |  |  |  |  |  |  |
| Жора | Жора | Жора | Жора | Жора   | Жора   |        |        | Кардей | Кардей | Кардей | Кардей | Кардей                                  | Кардей                                  |                                         |                                         | Владимир Анастасович (1924—1942)        | Владимир Анастасович (1924—1942)        | Владимир Анастасович (1924—1942) | Владимир Анастасович (1924—1942) | Владимир Анастасович (1924—1942)            | Владимир Анастасович (1924—1942)            |                                             |                                             | Вано (Иван) Анастасович (1927—2016)         | Вано (Иван) Анастасович (1927—2016)         | Вано (Иван) Анастасович (1927—2016) | Вано (Иван) Анастасович (1927—2016) | Вано (Иван) Анастасович (1927—2016)    | Вано (Иван) Анастасович (1927—2016)    |                                        |                                        | Наталья Артёмовна                      | Наталья Артёмовна                      | Наталья Артёмовна | Наталья Артёмовна | Наталья Артёмовна          | Наталья Артёмовна          |                            |                            | Ованес Артёмович           | Ованес Артёмович           | Ованес Артёмович | Ованес Артёмович | Ованес Артёмович | Ованес Артёмович |  |  |  |  |  |  |  |  |  |  |  |  |  |  |  |  |  |  |  |  |  |  |  |  |  |  |  |  |  |  |
| Жора | Жора | Жора | Жора | Жора   | Жора   |        |        | Кардей | Кардей | Кардей | Кардей | Кардей                                  | Кардей                                  |                                         |                                         | Владимир Анастасович (1924—1942)        | Владимир Анастасович (1924—1942)        | Владимир Анастасович (1924—1942) | Владимир Анастасович (1924—1942) | Владимир Анастасович (1924—1942)            | Владимир Анастасович (1924—1942)            |                                             |                                             | Вано (Иван) Анастасович (1927—2016)         | Вано (Иван) Анастасович (1927—2016)         | Вано (Иван) Анастасович (1927—2016) | Вано (Иван) Анастасович (1927—2016) | Вано (Иван) Анастасович (1927—2016)    | Вано (Иван) Анастасович (1927—2016)    |                                        |                                        | Наталья Артёмовна                      | Наталья Артёмовна                      | Наталья Артёмовна | Наталья Артёмовна | Наталья Артёмовна          | Наталья Артёмовна          |                            |                            | Ованес Артёмович           | Ованес Артёмович           | Ованес Артёмович | Ованес Артёмович | Ованес Артёмович | Ованес Артёмович |  |  |  |  |  |  |  |  |  |  |  |  |  |  |  |  |  |  |  |  |  |  |  |  |  |  |  |  |  |  |
|      |      |      |      |        |        |        |        |        |        |        |        | Степан Анастасович (1922—2017)          | Степан Анастасович (1922—2017)          | Степан Анастасович (1922—2017)          | Степан Анастасович (1922—2017)          | Степан Анастасович (1922—2017)          | Степан Анастасович (1922—2017)          |                                  |                                  | Алексей Анастасович (1925—1986)             | Алексей Анастасович (1925—1986)             | Алексей Анастасович (1925—1986)             | Алексей Анастасович (1925—1986)             | Алексей Анастасович (1925—1986)             | Алексей Анастасович (1925—1986)             |                                     |                                     | Серго (Сергей) Анастасович (1929—2010) | Серго (Сергей) Анастасович (1929—2010) | Серго (Сергей) Анастасович (1929—2010) | Серго (Сергей) Анастасович (1929—2010) | Серго (Сергей) Анастасович (1929—2010) | Серго (Сергей) Анастасович (1929—2010) |                   |                   | Светлана Артёмовна         | Светлана Артёмовна         | Светлана Артёмовна         | Светлана Артёмовна         | Светлана Артёмовна         | Светлана Артёмовна         |                  |                  |                  |                  |  |  |  |  |  |  |  |  |  |  |  |  |  |  |  |  |  |  |  |  |  |  |  |  |  |  |  |  |  |  |
|      |      |      |      |        |        |        |        |        |        |        |        | Степан Анастасович (1922—2017)          | Степан Анастасович (1922—2017)          | Степан Анастасович (1922—2017)          | Степан Анастасович (1922—2017)          | Степан Анастасович (1922—2017)          | Степан Анастасович (1922—2017)          |                                  |                                  | Алексей Анастасович (1925—1986)             | Алексей Анастасович (1925—1986)             | Алексей Анастасович (1925—1986)             | Алексей Анастасович (1925—1986)             | Алексей Анастасович (1925—1986)             | Алексей Анастасович (1925—1986)             |                                     |                                     | Серго (Сергей) Анастасович (1929—2010) | Серго (Сергей) Анастасович (1929—2010) | Серго (Сергей) Анастасович (1929—2010) | Серго (Сергей) Анастасович (1929—2010) | Серго (Сергей) Анастасович (1929—2010) | Серго (Сергей) Анастасович (1929—2010) |                   |                   | Светлана Артёмовна         | Светлана Артёмовна         | Светлана Артёмовна         | Светлана Артёмовна         | Светлана Артёмовна         | Светлана Артёмовна         |                  |                  |                  |                  |  |  |  |  |  |  |  |  |  |  |  |  |  |  |  |  |  |  |  |  |  |  |  |  |  |  |  |  |  |  |
|      |      |      |      |        |        |        |        |        |        |        |        | Александр Степанович (Алик) (род. 1952) | Александр Степанович (Алик) (род. 1952) | Александр Степанович (Алик) (род. 1952) | Александр Степанович (Алик) (род. 1952) | Александр Степанович (Алик) (род. 1952) | Александр Степанович (Алик) (род. 1952) |                                  |                                  | Анастас Алексеевич (Стас Намин) (род. 1951) | Анастас Алексеевич (Стас Намин) (род. 1951) | Анастас Алексеевич (Стас Намин) (род. 1951) | Анастас Алексеевич (Стас Намин) (род. 1951) | Анастас Алексеевич (Стас Намин) (род. 1951) | Анастас Алексеевич (Стас Намин) (род. 1951) |                                     |                                     |                                        |                                        |                                        |                                        |                                        |                                        |                   |                   |                            |                            |                            |                            |                            |                            |                  |                  |                  |                  |  |  |  |  |  |  |  |  |  |  |  |  |  |  |  |  |  |  |  |  |  |  |  |  |  |  |  |  |  |  |
|      |      |      |      |        |        |        |        |        |        |        |        | Александр Степанович (Алик) (род. 1952) | Александр Степанович (Алик) (род. 1952) | Александр Степанович (Алик) (род. 1952) | Александр Степанович (Алик) (род. 1952) | Александр Степанович (Алик) (род. 1952) | Александр Степанович (Алик) (род. 1952) |                                  |                                  | Анастас Алексеевич (Стас Намин) (род. 1951) | Анастас Алексеевич (Стас Намин) (род. 1951) | Анастас Алексеевич (Стас Намин) (род. 1951) | Анастас Алексеевич (Стас Намин) (род. 1951) | Анастас Алексеевич (Стас Намин) (род. 1951) | Анастас Алексеевич (Стас Намин) (род. 1951) |                                     |                                     |                                        |                                        |                                        |                                        |                                        |                                        |                   |                   |                            |                            |                            |                            |                            |                            |                  |                  |                  |                  |  |  |  |  |  |  |  |  |  |  |  |  |  |  |  |  |  |  |  |  |  |  |  |  |  |  |  |  |  |  |
|      |      |      |      |        |        |        |        |        |        |        |        |                                         |                                         |                                         |                                         |                                         |                                         |                                  |                                  | Артём Анастасович (1993—2023)               |                                             |                                             |                                             |                                             |                                             |                                     |                                     |                                        |                                        |                                        |                                        |                                        |                                        |                   |                   |                            |                            |                            |                            |                            |                            |                  |                  |                  |                  |  |  |  |  |  |  |  |  |  |  |  |  |  |  |  |  |  |  |  |  |  |  |  |  |  |  |  |  |  |  |

- Супруга — Микоян (Лозовская) Элеонора Петровна (1922—2009), журналист, филолог, дочь лётчика-испытателя Петра Лозовского.
- Сын — Микоян Владимир Степанович (род. 1946), биофизик.
- Дочь — Микоян Ашхен Степановна (род. 1949), филолог, кандидат филологических наук, доцент кафедры английского языкознания филологического факультета МГУ имени М.В. Ломоносова.
- Сын — Микоян, Александр Степанович (род. 1952), музыкант, автогонщик.
- Внуки:

- Александр (род. 1972), математик
- Юлия (род. 1972), историк
- Дмитрий (род. 1976)
- Кирилл (род. 1995)
- Антон (род. 1996)

- Правнучка Александра (род. 1992)

## Награды и звания
- Герой Советского Союза (3.04.1975)
- орден Ленина (3.04.1975)
- орден Красного Знамени (23.11.1942)[6]
- орден Отечественной войны I степени (11.03.1985)
- четыре ордена Красной Звезды (22.8.1944[7], 30.12.1956, 29.04.1957, 24.11.1966)
- медаль «За боевые заслуги» (15.11.1950)
- медаль «За оборону Москвы» (1942)[9][10]
- медаль «За оборону Сталинграда» (1944)
- медаль «За победу над Германией в Великой Отечественной войне 1941-1945 гг.»
- другие медали
- почётный член Общества лётчиков-испытателей[англ.][11].
- звание «Почётный гражданин города Ахтубинск Астраханской области» (2010)[12]
- почётное звание «Заслуженный лётчик-испытатель СССР» (10.12.1963)
- воинское звание: Генерал-лейтенант авиации
- лауреат премии Правительства Российской Федерации за значительный вклад в развитие Военно-воздушных сил (17 декабря 2012) — за испытания и исследования вооружения, военной и специальной техники Военно-воздушных сил, способствовавшие прогрессу отечественной авиации и средств противовоздушной обороны[13]

## Фильмография
- 1985 — Битва за Москву — А. И. Микоян
- 1987 — Смысл жизни
- 1989 — Сталинград — А. И. Микоян
- 2007 — Старик и небо

## Сочинения
- Практическая аэродинамика манёвренных самолётов: Учебник для лётного состава (в соавт.) / Под общей редакцией д. т. н. Н. М. Лысенкосо. — М.: Воениздат, 1977.
- Микоян С. А., Корбут А. Г. Заход на посадку по приборам. — М.: Воениздат, 1979.
- Воспоминания лётчика-испытателя. — М., 2002. - ISBN 5-93848-006-X
- Микоян С. А. [militera.lib.ru/memo/russian/mikoyan_sa/index.html Мы — дети войны]. — М.: Яуза, Эксмо, 2006. — ISBN 5-699-18874-6.

## Публикации и интервью
- Интервью С. А. Микояна.